# Hôtel-boutique

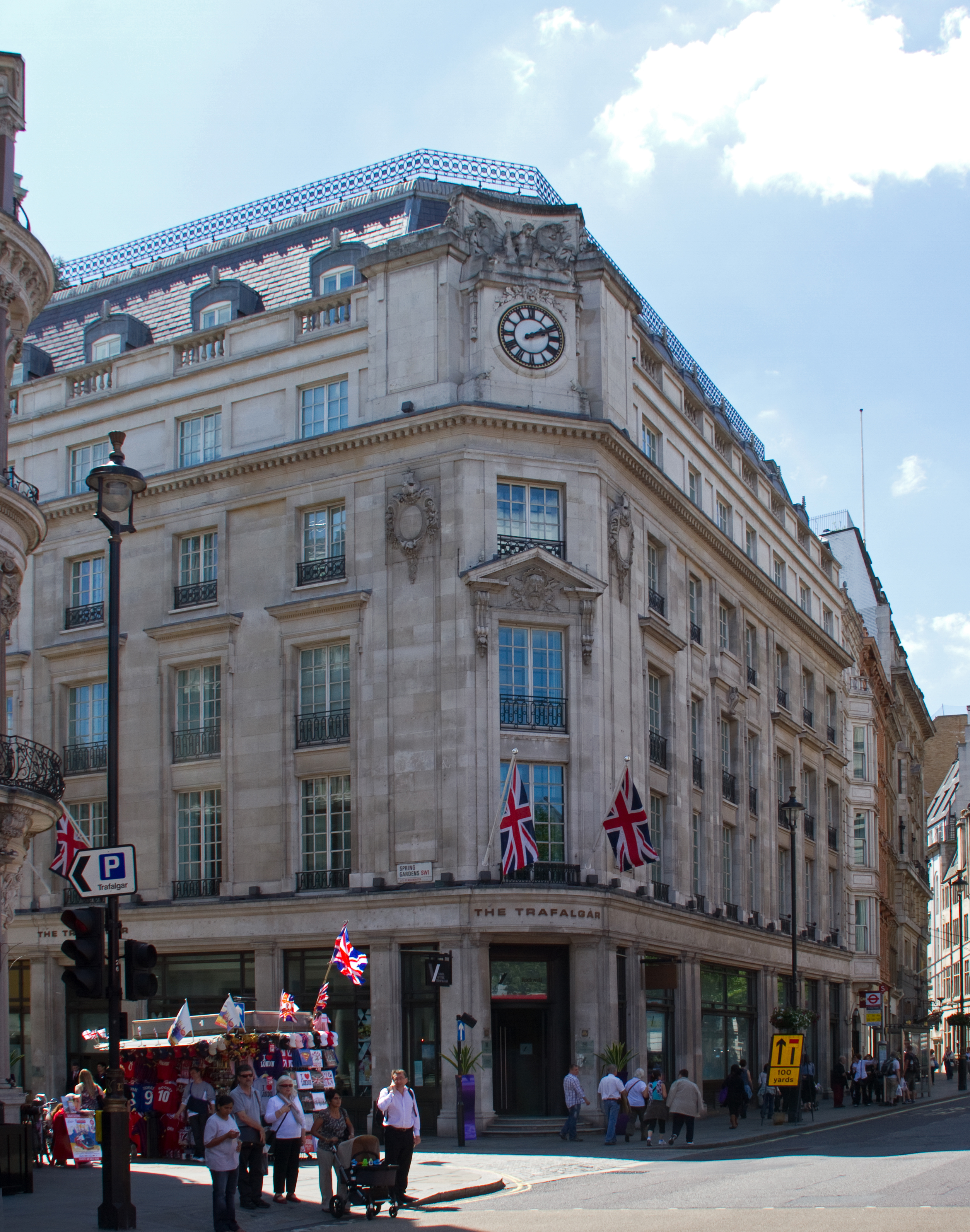
The Trafalgar St. James London, hôtel-boutique de la Cité de Westminster, à Londres.

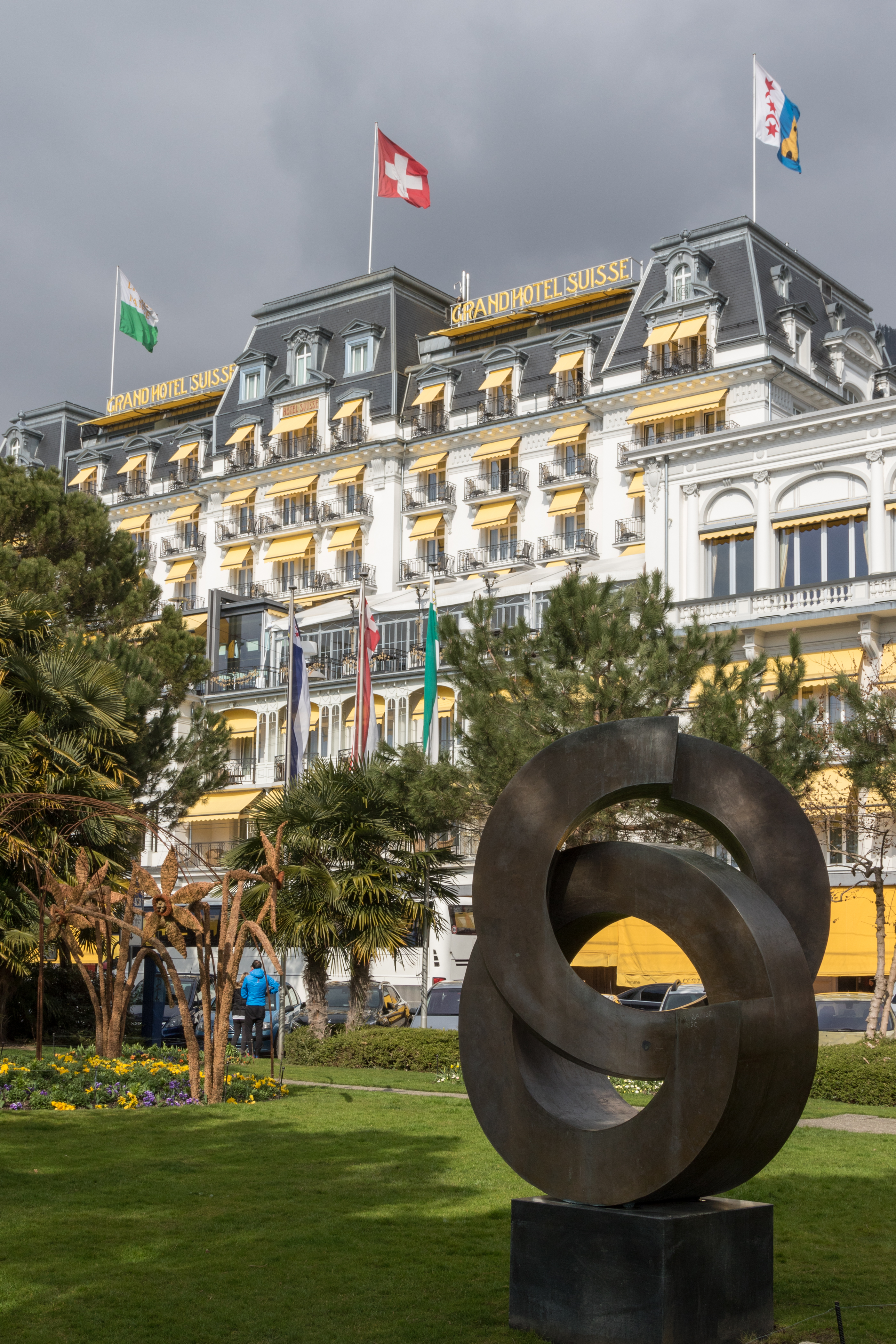
Le Grand hôtel suisse Majestic, de style Belle Époque, à Montreux (Suisse).

L'hôtel-boutique ou boutique-hôtel (en anglais, boutique hotel) est un hôtel correspondant à un marché de niche apparu à partir des années 1980 aux États-Unis, peut-être en réaction à la trop grande standardisation des établissements des grandes chaînes hôtelières. L'hôtel-boutique met en avant un style et une personnalité uniques basés sur un concept ou un thème qui le distingue des concurrents. Un hôtel-boutique est à l'hôtel standard ce qu'une boutique originale est à un magasin de chaîne standardisé, d'où cette appellation.
Le terme traditionnel « hôtel de charme et de caractère » désigne un concept proche.

## Définition
Le concept d'hôtel-boutique se définit par plusieurs critères
- la localisation : les hôtels-boutiques sont principalement situés dans les grandes villes et dans des quartiers dynamiques et branchés[1],[2] ;
- l'architecture et le design : architecture unique, design recherché et souvent articulé autour de thématiques, souci du détail, décor offrant atmosphère et sentiment d'intimité[1],[2] ;
- le service : important facteur de différenciation, il doit être personnalisé[1],[2]. Dans l'article « Émergence des nouvelles formules en hôtellerie », paru dans la revue Téoros (2004), les consultants canadiens Gilles Larivière et Jocelyn Jussaume parlent « [d'une] intimité et [d'une] ambiance [permettant] d’offrir un service attentionné et personnalisé à chacun de leurs clients. »[3] ;
- la taille : à l'origine, un hôtel-boutique n'avait pas plus de 50 chambres, mais comme les hôtels sont de plus grande taille aux États-Unis et au Royaume-Uni, il n'est pas rare de voir des hôtels avec une capacité moyenne de 100 à 200 chambres[3],[1],[2] ;
- le site : l'hôtel doit être installé dans un immeuble avec une histoire, une particularité[1],[2] ;
- la propriété : ce sont parfois des hôtels indépendants[1].

## Historique
Les premiers hôtels-boutiques sont apparus à New York et à San Francisco dans les années 1980. Le concept émerge parallèlement chez les créateurs Steve Rubell et Ian Schrager, à New York, et Bill Kimpton, à San Francisco.
Le développement se fait surtout, à l'international, depuis la fin des années 1990.

## Secteur

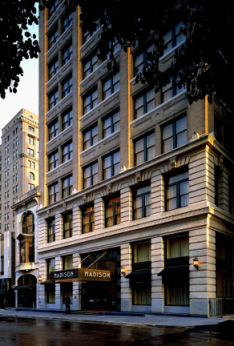
Le Madison Hotel (110 chambres) dans le centre-ville de Memphis
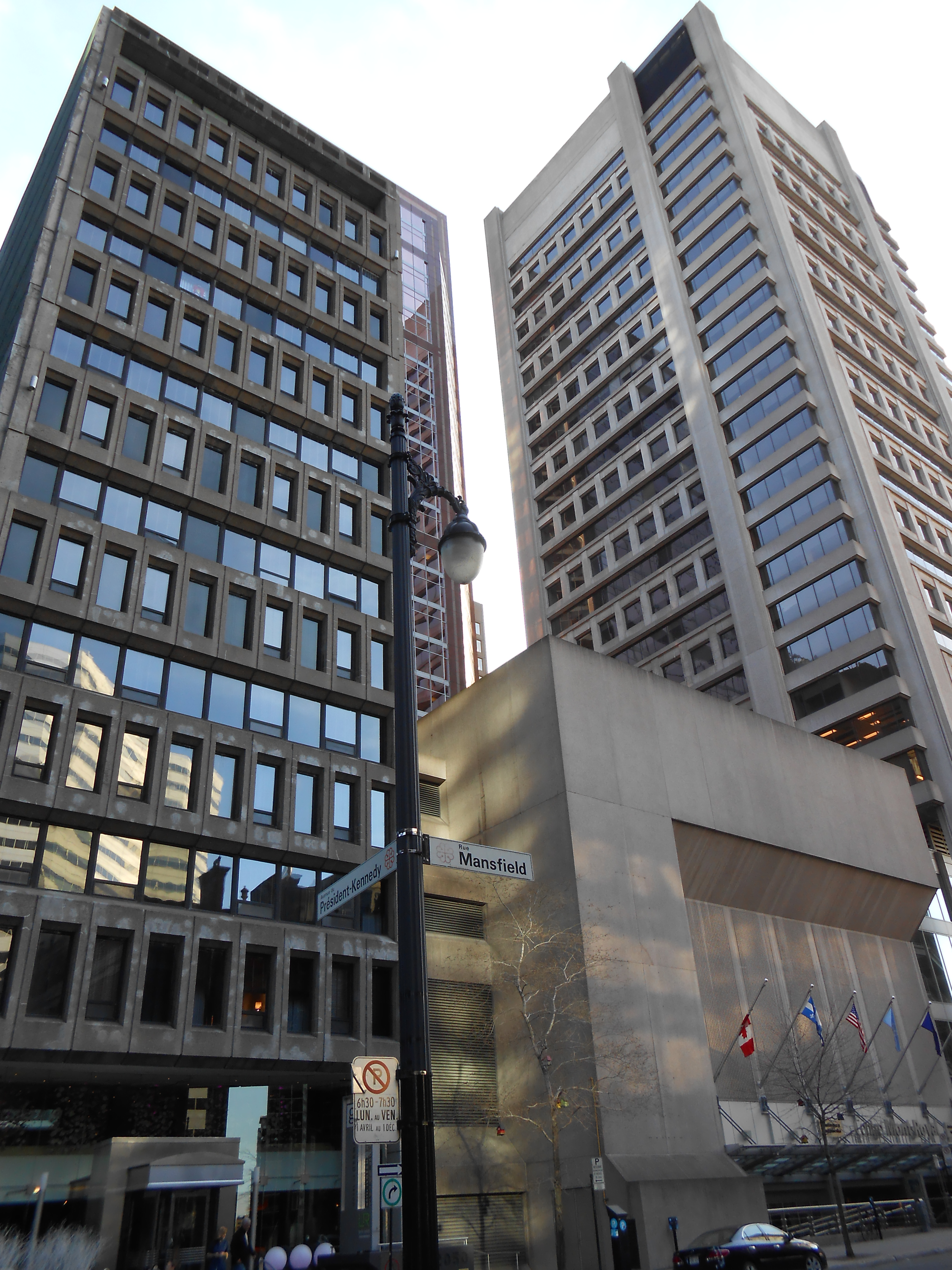
Hôtel Germain sur la rue Mansfield, Montréal (Canada).
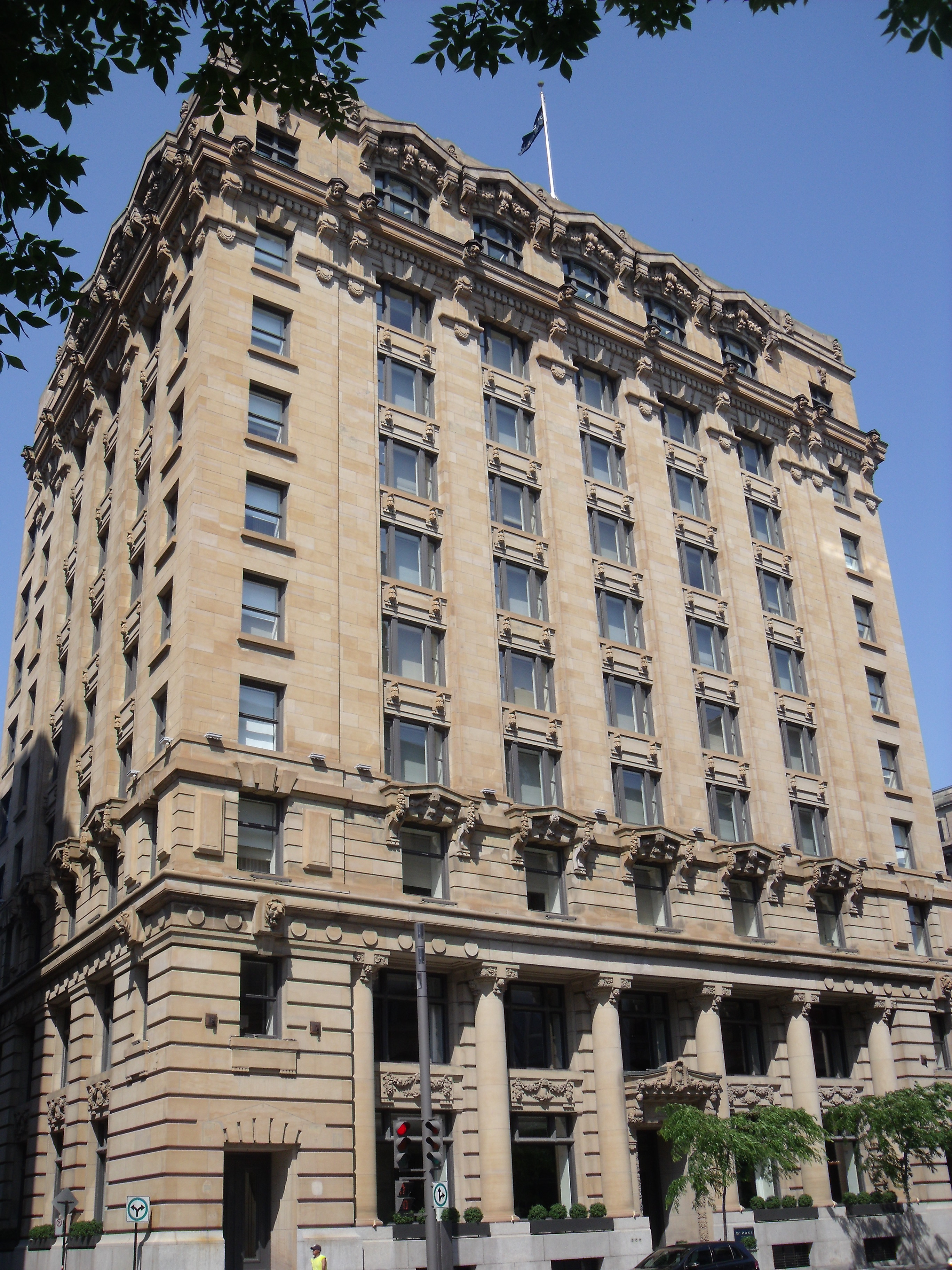
Hôtel-boutique St Paul dans le Vieux-Montréal (Canada).

Occupant un segment haut de gamme, ces hôtels se sont désormais taillé une place grâce à ce créneau particulier. Ils atteignent souvent des taux d'occupation supérieurs de 10 à 15 % à la moyenne des établissements hôteliers. Leur marché est constitué de voyageurs d'affaires, d'une clientèle branchée et de « baby-boomers »[réf. nécessaire]. Certains associent leur clientèle au lifestyle plus qu'à toute autre caractéristique socio-démographique. Pour ces hôteliers principalement indépendants, le bouche-à-oreille est un facteur essentiel de notoriété et de réputation. Certains hôtels se tournent vers les chaînes volontaires pour optimiser leur commercialisation.
De grandes chaînes hôtelières (Starwood, Sofitel avec MGallery) tentent de s'associer à cette évolution de l'hôtellerie.
L'évolution de ces hôtels, avec un soin apporté à la décoration ou au style, a donné naissance aux hôtels-designers.